# Escriptura creativa
L'escriptura creativa és aquella escriptura, de ficció o no-ficció, que desborda els límits de l'escriptura professional, periodística, acadèmica o tècnica. Aquesta categoria d'escriptura inclou la literatura i els seus gèneres i subgèneres, especialment, la novel·la, el conte i la poesia, així com l'escriptura dramàtica per al teatre, el cinema o la televisió. En aquest tipus d'escriptura predomina la creativitat per sobre del propòsit informatiu o comunicatiu propi de l'escriptura no literària.
L'escriptura creativa s'ensenya generalment en format de tallers d'escriptura. Als tallers, els estudiants solen redactar textos originals, compartint-los amb els companys, amb la supervisió i el feedback corresponent dels professors. Alguns cursos ensenyen formes d'explotar o accedir a la creativitat latent o competències més tècniques, com ara l'edició, el treball de tècniques narratives, gèneres, pluja d'idees, escriptura automàtica o desfer el bloqueig de l'escriptor. Alguns autors destacats, com Marta Orriols, Ildefonso Falcones, Sílvia Alcántara, Kazuo Ishiguro o Ian McEwan van començar la seva carrera literària a partir de tallers d'escriptura. El Gotham Writers' Workshop és el taller d'escriptura de més renom mundial, amb més de 6.000 alumnes, mentre que l'escola d'escriptura de l'Ateneu Barcelonès, amb més de 2.000 alumnes, és la més gran d'Europa.

## Elements
- Acció
- Ambientació
- Caràcter
- Conflicte
- Diàleg
- Espai
- Estil
- Gènere
- Narració
- Punt de vista
- Suspens
- Temps
- Tema i Motiu
- Trama
- To
- Versemblança
- Veu

## Formes i gèneres de la literatura
- Assaig
- Autobiografia/Memòries
- Blogs
- Còmic
- Conte
- Guió cinematogràfic
- Guió teatral
- Literatura infantil
- Literatura juvenil
- Microrelat
- Novel·la
- No-ficció
- Poesia